# Власенко, Николай Александрович
Николай Александрович Власенко (род. 22 октября 1955) — доктор юридических наук, профессор, Заслуженный юрист Российской Федерации, профессор кафедры теории права и государства РУДН; ведущий научный сотрудник Института законодательства и сравнительного правоведения (ИЗиСП) при Правительстве РФ.

## Биография
В 1978 г. окончил юридический факультет Иркутского государственного университета.
В 1982 г. Окончил очную аспирантуру Свердловского юридического института, защитил кандидатскую диссертацию на тему: «Коллизионные нормы в советском праве» по специальности «Теория и история права и государства; история учений о праве и государстве».
С 1985 по 1992 г. работал в Тюменском государственном университете, в который приглашался с целью создания юридического факультета. Являлся первым заведующим кафедрой юридического факультета этого университета (ныне — Института государства и права в составе университета).
1997 г. Защита докторской диссертации на тему: «Проблемы точности выражения формы права (лингвологический анализ)» по специальности «Теория и история права и государства; история учений о праве и государстве».
С 1992 по 2001 г. — директор Института регионального законодательства администрации Иркутской области.
2003 г. Благодарность Президента Российской Федерации за заслуги в укреплении законности, подготовке высококвалифицированных специалистов и вклад в юридическую науку.
С 2001 по 2008 г. занимал должность проректора по научной работе Российской академии правосудия (г. Москва) и заместителя заведующего кафедрой теории права, государства и судебной власти указанного учебного заведения.
С 2008 по 2015 г. являлся заведующим отделом теории законодательства Института Законодательства и Сравнительного Правоведения при Правительстве РФ, профессор кафедры Российской академии правосудия.
С 2016 г. по н.в. - профессор кафедры теории права и государства РУДН; ведущий научный сотрудник Института законодательства и сравнительного правоведения (ИЗиСП) при Правительстве РФ.

## Преподавание
Читает для студентов бакалавриата РУДН общего профиля «Юриспруденция» и профиля «Международное право», а также магистрам и аспирантам Юридического института лекции по дисциплинам:
- Актуальные проблемы теории государства и права;
- Юридическая техника;
- Методологические основания исследований в современной юридической науке;
- Современные учения о государстве и праве;
- Парадигмы современной теории права.

Автор учебного пособия:
- Власенко Н.А. Теория государства и права. М.: НОРМА, ИНФРА-М, 2018. Пособие подготовлено на основе стандартов высшего юридического образования и программы для вузов соответствующего профиля по подготовке бакалавров и специалистов юриспруденции.

## Научная деятельность
- Написал один из первых региональных комментариев к Уставу Иркутской области (1995) и закону о местном самоуправлении в Иркутской области (2000).
- Обосновал соотношение категорий юридической деятельности, юридической технологии и юридической техники. Работы, в которых отражены данные выводы – базис новой науки «Юридическая техника», а также основа для работников органов исполнительной власти, которые используют технику составления юридического документа или оформления принятого юридического решения в правовом акте в своей повседневной нормотворческой деятельности.
- Впервые предпринял попытку комплексного исследования коллизий и коллизионных норм как необходимого компонента системы права. Обосновал совершенствование коллизионного механизма как закономерность развития системы права. Предложил понимать коллизию как конфликтное отношение между юридическими нормами в форме различия и противоречия. В отличие от распространённого в юридической литературе мнения об отрицательном, «разрушительном» для системы права характере коллизий, высказал точку зрения об объективном характере коллизий, в отдельных случаях - их преднамеренном создании нормоустановителем (коллизия между общей и специальной (исключительной) нормами).
- Исследовал язык права, текстуальные основы юридических документов, их грамматическую и логическую составляющую.
- Обосновал идею неопределённости как объективного свойства права и правового регулирования.
- Исследовал вопросы общей теории судебных правовых позиций. Установил, что нужно отличать правовые позиции судов и иные судебные правовые позиции: к первым относится решения судебных органов, ко вторым – рекомендации судебных обзоров, информационных писем председателей высших судебных инстанций и т.д.
- Рассмотрел вопрос понимания права через призму разумности: разум и право связаны между собой и, по существу, представляют мыслительную деятельность и её результат. Рассматривает разумность как ключ к правопониманию, поскольку без разумных правил и гарантий право может давать сбои в действии.
- Один из соавторов первых изданий энциклопедических словарей-биографий: «Видные ученые-юристы России (вторая половина XX века)». М., 2006; «Правовая наука и идеология России (XI – начало XX века)». Энциклопедический словарь биографий. Т. 1. М., 2009;
- Исследует проблемы современной методологии права и анализирует причины предложений, обосновывающих новые методологии в правоведении; подвергает критике остракизм диалектики и материалистического подхода.

## Научные интересы
- Общая теория государства и права;
- Философия права;
- Юридическая техника;
- Коллизионное право;
- Методологические основания исследований в современной юридической науке;
- Проблема неопределенности и определенности в праве;
- Проблема разумности в праве.